# Музей Т. Г. Шевченка у с. Мошни
Музей Тараса Григоровича Шевченка в с. Мошни — є відділом комунального закладу «Черкаський обласний краєзнавчий музей». Знаходиться у с. Мошни Черкаського району Черкаської області.
Завідувачка музею — Галина Григорівна Грицик.

## Історія
У селі Мошни у 1859 р., після звільнення після арешту, певний час перебував Тарас Григорович Шевченко. Будинок і заїзджий двір належав міщанину поляку Нагановському. За переказами, саме у цьому будинку зупинявся Тарас Шевченко.
Враховуючи те, що будинок зберігся у гарному вигляді і являє собою величезну меморіальну цінність у заходи з підготовки до святкування 200-літнього ювілею поета було включено питання про створення в селі Мошни музею Т. Г. Шевченка. На початку 2013 р. придбали будинок у його власниці Гончар Марії Сергіївни (до одруження Маринковської) і передали на баланс Черкаського обласного краєзнавчого музею для організації відділу.
У вересні-грудні 2013 р. були проведені ремонтно-будівельні та реставраційні роботи: відремонтовано і реставровано будинок і погріб, споруджено стайню і криницю. У будинку всі стіни, пороги, перекриття, піч з лежанкою залишилися у автентичному вигляді. Також були підібрані меблі середини 19 ст. для інтер'єру будинку. Очолив реставрацію черкаський архітектор Сергій Туренко. Відновлювальні роботи тривали з жовтня до кінця 2013 р. Відкриття музею відбулося 6 січня 2014 р.
Не залишились осторонь і мешканці села, які передали до музею експонати.
Споруди на подвір'ї були відтворені за малюнками Тараса Григоровича Шевченка.

## Музейна експозиція
У музеї зберігаються копії малюнків та записи з щоденника Т. Г. Шевченка. Експонатами також виставлені: оригінальні меблі 19 століття; автентична піч; домашній посуд; вишиті рушники та ікони; вироби ткацтва; народні картини тощо.
Місцевий житель та краєзнавець Сергій Гречуха віддав музею ліжко середини 19 століття. Очевидно, з цього самого будинку заїжджого двору Нагановських. На стінах музею висять роботи черкаських художників В. Крючкова, Неоніли і Лева Недосєко, І. Бондаря, які розповідають про перебування Шевченка у Мошнах .

## Музейні заходи
У музеї можна подивитися експозицію, замовити екскурсію. Крім того тут проводиться багато просвітницької роботи: майстер-класи, конкурси, виставки, фестивалі, арт-терапія вихідного дня. Наукова робота — написання статей, участь у конференціях, організація круглих столів.